# 目付
目付（めつけ）・目付役（めつけやく）とは、日本史において監察を務める役を指す。
1. 江戸幕府および諸藩における職名の1つ。転じて、ある人物が不行跡をしないよう見張る側近のこと。本項にて解説。
2. または軍目付（いくさめつけ）。戦場での将兵の監視役、戦国大名が配下が合戦中の勝手な行動を取らないようにする見張り、合戦後の論功行賞を行うため、一番槍や首実検をするなど勲功を確認する役職として設けた職名の一つ。軍目付は幕末ごろには軍監とも呼ばれた。

他に、武道などにおいて相対したときの相手に対する着眼点を指す。

## 歴史
鎌倉時代より、軍隊内で将士および戦場の敵情を監察し主君へ報告する役があった。
室町時代に「目付」の名で呼ばれるようになったといわれる。横目、横目付とも言われる。
戦国時代にも各地の大名の家臣に目付の職務がみられる。江戸幕府の場合は若年寄の目耳になって旗本・御家人を、諸藩の場合は藩士（主に馬廻格以上）を監察する役職として存続した。

## 各組織における目付

### 室町幕府
室町幕府においては、侍所所司代の下で検断に携わる者をさした。

### 豊臣政権
慶長の役にさいして先手衆（全羅道・忠清道進攻軍）の目付として毛利重政・竹中重利・垣見一直・毛利高政・早川長政・熊谷直盛が、倭城群在番衆の目付として太田一吉の計7人が指名された。この内、毛利重政が進攻開始前に病死したため、代わりに太田一吉も先手衆の目付に加わり6人の目付が慶長の役における監察の役割を担った。

### 江戸幕府
江戸幕府の場合は元和3年（1617年）に設けられ、定員は10名、役高は1000石。若年寄が管轄し、江戸城本丸および西の丸におかれた。配下に徒目付、小人目付がおかれ、旗本、御家人の監視や、諸役人の勤怠などをはじめとする政務全般を監察した。一部の犯罪については裁判権も持っていた。有能な人物が任命され、後に遠国奉行・町奉行を経て勘定奉行などに昇進するものが多かった。特に町奉行に就任するためには、目付を経験していることが必須であった。老中が政策を実行する際も、目付の同意が無ければ実行不可能であり、将軍や老中に不同意の理由を述べる事ができた。その権能は幕末の思想家栗本鋤雲が著書『出鱈目草紙』の中で「その人を得ると得ざるとは一世の盛衰に関する」と評すほどのものだった。
幕末期、外国との会談・交渉の際に、目付を同席させたが、その際に目付の職務を説明した所、「目付とはスパイのことだ。日本（徳川幕府）はスパイを同席させているのか。」という嫌疑を受けた。幕府は外国の職務で目付に相当するものが無いか調べ、万延元年遣米使節で小栗忠順が目付として赴いた際には「目付とはCensorである」と主張して切り抜けたという。

### 諸藩
諸藩の場合は馬廻格の藩士より有能な人物が登用され、大目付や家老の統括に置かれることが多い。配下に徒目付・歩行目付・横目などといった足軽や徒士の戦果および、勤務を監察する役職を置くことが一般的であった。
仙台藩の場合は伊達騒動の頃には奉行(家老相当職)に対しても監察権を持っており、幼少の藩主伊達綱村の後見人であった伊達宗勝が目付の権限を強化して寵愛したために専横を振るい、これが伊達騒動の遠因となったとされる。